# Københavns Hovedbanegård
Københavns Hovedbanegård, lokalt vardagligen Hovedbanegården eller Hovedbanen, är Köpenhamns centralstation och Danmarks största järnvägsstation. Den ligger i centrala Köpenhamn, mellan stadsdelarna Indre By och Vesterbro.
Hovedbanegården är navet i det danska järnvägsnätet för fjärrtåg. Den har över 100 000 resenärer om dagen med fjärrtåg, regionaltåg och S-tåg och är därmed Danmarks näst mest använda station. Från stationen finns det förbindelser med internationella tåg till Sverige och Tyskland, intercity- och snabbtåg till hela Danmark, regelbundna och frekventa regionaltåg till Själland och Öresundståg till södra Sverige, pendeltåg med Köpenhamns S-tåg till Storköpenhamn-området, och tunnelbana med Köpenhamns metro till centrala Köpenhamn.
Det finns 7 perronger och 13 spår på Hovedbanegården: varav 9 används för fjärr- och regionaltåg och 4 används för S-tågen. Det finns en stor hall en våning ovanför spåren. Där finns runt 25-30 butiker och serviceinrättningar som till exempel restauranger. På perrongerna finns också kiosker.
Hovedbanegården invigdes den 30 november 1911 efter fem års omfattande byggnadsarbete. Före 1911 fanns en station som byggdes 1864 och före den en som byggdes 1847. Byggnaden ritades av arkitekt Heinrich Wenck, och har därefter ombyggts ett flertal gånger. Sedan 1934 har centralstationen betjänats av S-togsnätet och sedan 2019 av tunnelbanenätet i Köpenhamn.

## Historik

### Första järnvägsstationen

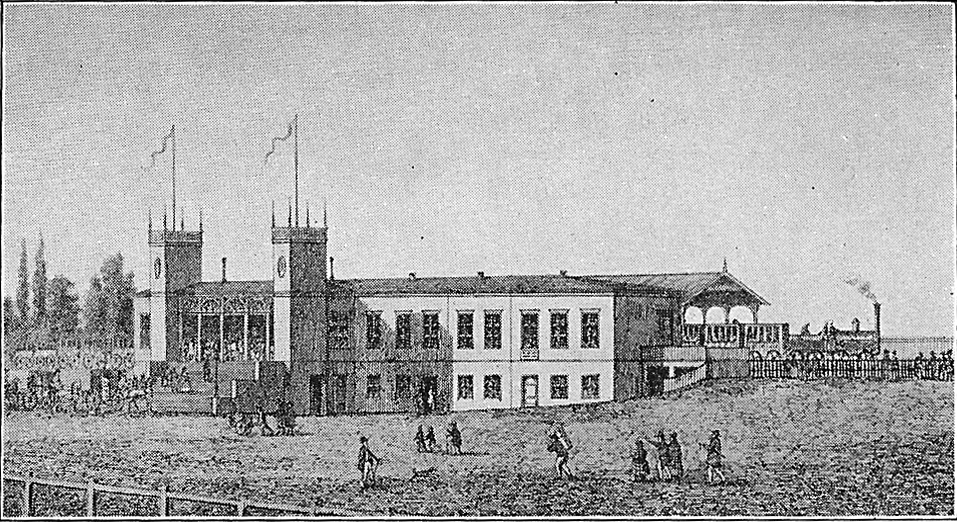
Köpenhamns första järnvägsstation från 1847.

Den första järnvägsstationen i Köpenhamn byggdes 1847, när järnvägen från Köpenhamn till Roskilde, den första järnvägslinjen i Kungariket Danmark, byggdes. Stationen öppnades den 26 juni 1847 av Det Sjællandske Jernbaneselskab tillsammans med järnvägslinjen, som förlängdes från Roskilde till hamnstaden Korsør vid Stora Bält i 1856.

### Andra järnvägsstationen

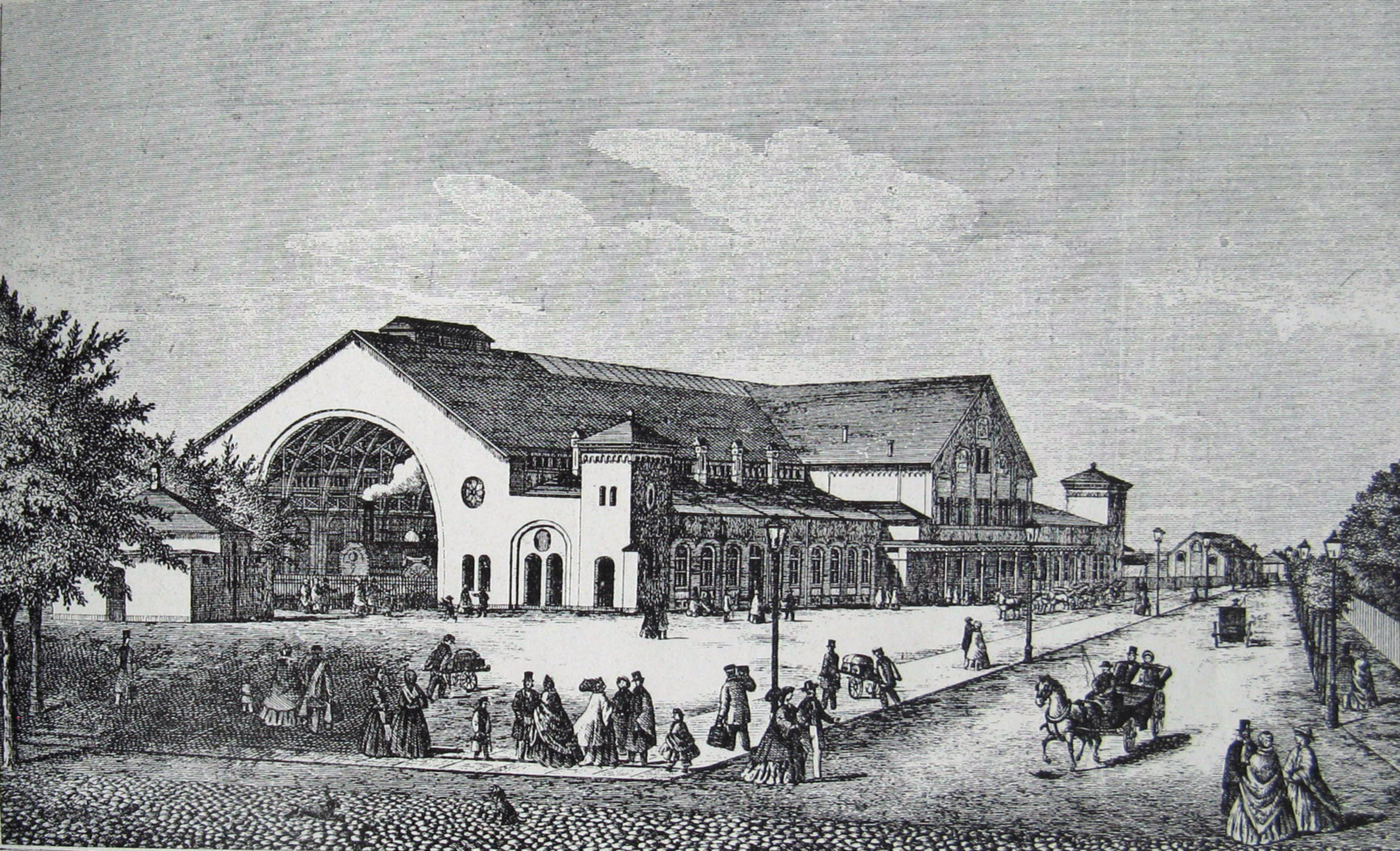
Köpenhamns andra järnvägsstation från 1864.

På 1860-talet fanns det flera planer på att utöka järnvägsnätet i Danmark, och i synnerhet att ansluta en nordgående linje till Nordsjälland med den befintliga västgående linjen till Roskilde och resten av Själland. Som en konsekvens blev en utbyggnad av den gamla stationen nödvändig. Ett förslag om att bygga en ny station nära den gamla Nørreport stadsport övergavs på grund av motstånd från Danmarks riksdag. Till slut beslutades att bygga en ny större station nära den gamla. Konstruktionen startade 1863 och stationen öppnade den 14 oktober 1864. Som planerat betjänta den nya järnvägsstationen också de nya norrgående järnvägslinjerna som öppnade året innan, Nordbanen till Hilleröd och Helsingör och dess avgreningslinje, Klampenborgbanen till Klampenborg. 
På längre sikt blev den andra stationen dock också för trång, särskilt för att det var en ändstation med endast ett spår som ledde ut ur staden som var tvungen att korsa Köpenhamns sjöar på en smal dammbyggnad längs Gyldenløvesgade. På andra sidan sjöarna deltas banan i två: mot väst via Frederiksberg station till Roskilde och Frederikssund och mot norr via Nørrebro station och Hellerup station till Hillerød, Helsingør och Klampenborg. Spåren är sedan länge borta, men kan fortfarande ses i gatunätet. Villkoren förvärrades av, att spåren hade flera plankorsningar på väg ut ur staden, vilket med den stadigt ökande tågtrafiken ledde till frekventa blockeringar för den lika stadigt ökande vägtrafiken, när bommarna var nere.

### Tredje och nuvarande järnvägsstationen

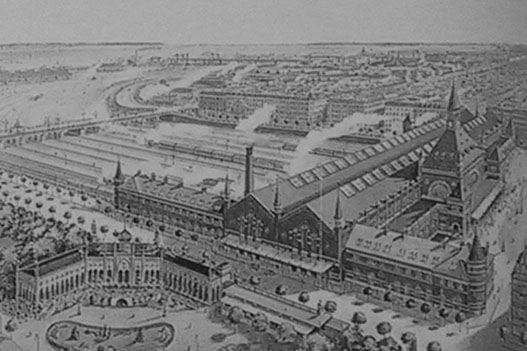
Köpenhamns tredje och nuvarande järnvägsstation i 1911.

På slutet av 1800-talet blev det alltmer uppenbart att förhållandena vid den andra järnvägsstationen hade blivit otillräckliga. Redan från slutet av 1870-talet diskuterades problemen med Köpenhamns järnvägsstationsförhållanden. Efter många års diskussion bestämde Danmarks riksdag slutligen 1904 att bygga en helt ny järnvägsstation, ungefär på platsen för den första stationen. Byggnaden för den nuvarande Københavns Hovedbanegård uppfördes efter ritningar av arkitekt Heinrich Wenck, som också ritade Østerport station. Hörnstenen lades den 30 maj 1907, och efter fem års omfattande byggnadsarbete invigdes stationen den 30 november 1911 av kronprins Kristian, som vid öppningen uppgav:
| ” | Den kommer troligen att stå som en monumental påminnelse om dansk arkitektur i början av 1900-talet. När jag uttrycker önskan om att vår nya Banegaard kan göra kopplingen mer fast mellan huvudstaden och landet och mellan Danmark och utomlands, förklarar jag Köpenhamns Banegaard öppet! | „ |

Stationen togs i bruk den 1 december 1911. Den har därefter ombyggts ett flertal gånger. Sedan 1934 har centralstationen betjänats av S-togsnätet och sedan 2019 av tunnelbananätet i Köpenhamn. Den blev grundligt renoverad 1993-1994 och 2004-2008. 
En förändring gentemot de två tidigare stationerna i Köpenhamn var att Hovedbanegården inte var en säckstation utan tillät genomgående tåg. Genomgående tåg möjliggjordes genom att gräva upp en serie gator norrut, och täcka över schakten med tak. Det gjordes under 1910-talet och sträckan kallas Boulevardbanen. Där finns Nørreport station nedgrävd under en gata.

## Spår och trafik

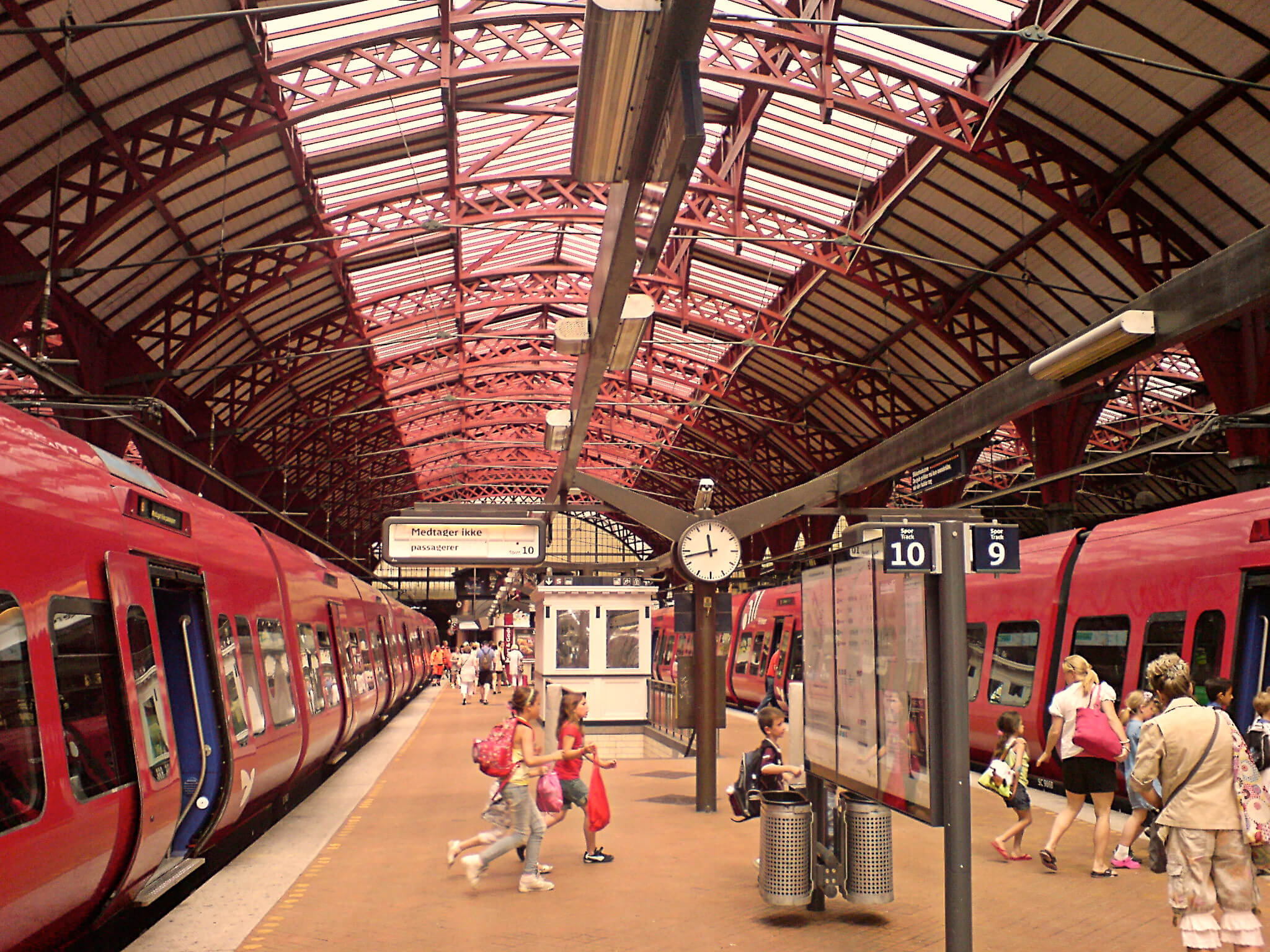
Perrong vid Hovedbanegården.

Det finns 13 spår på Hovedbanegården: Nummer 1-8 används för fjärr- och regionaltåg (varav normalt 1-4 norrgående, 5-8 sydgående, högertrafik, dock viss flexibilitet i spårval), medan nummer 9-12 används för S-tågen (9-10 norrut, 11-12 söderut). Som en extra perrong finns spår 26 söder om de andra perrongerna för vissa fjärr- eller regionaltåg som inte fortsätter. 
S-tågen har ett separat spårsystem och ett annat elsystem så de kan inte blandas med andra tåg. 12 spår är relativt lite för den kraftiga trafikmängden (även om de flesta är genomgående) och tågen får därför inte stanna länge. Det bör inte vara för många vändande tåg och Öresundståg från Göteborg/Helsingborg, Växjö och Karlskrona vänder därför i Østerport. Andra regionaltåg går mot Kalundborg, Slagelse och Nykøbing Falster och de utgår vanligen från Østerport station. SJ kör X 2000-tåg till och från Stockholm, sommartid även till Göteborg.
Många danska fjärrtåg (IC-tog och IC-Lyn, expresståg) utgår från Kastrups flygplats, där det finns en anläggning för att städa och klargöra tågen. De vänder snabbt vid Hovedbanegården (vanligen spår 4-5) och åker mot Fyn och Jylland.
X2000 från Stockholm stannar vid spår 26. 2010–2015 stannade de vid ordinarie spår och vände vid Østerport. Sedan Sverige 2015 införde ID-kontroller i Danmark för resa över Öresundsbron utgår SJ:s tåg mot Sverige åter från spår 26 då det går att anordna ID-kontroll där utan att störa övrig trafik, vilket fortsatt efter det att kontrollerna upphörde 2017. En annan internationell linje är till Hamburg, fram till 2019 via den tidigare tågfärjelinjen Rødby-Puttgarden, därefter via Stora Bältbron. Det tysk-internationella nattågssystemet City Night Line slutade 2015 att trafikera Köpenhamn.
Utöver denna trafik fanns tidigare IC Bornholm-tågen till Ystad med övergång till båt i Ystad. Denna trafik upphörde i december 2017 och ersattes med buss eller hänvisning till vanliga tåg med byte i Malmö.
Trots att samtliga spår är elektrifierade på stationen är många tåg dieseldrivna, utom S-tåg, Öresundståg och SJ-tåg. Även tåg till Sønderborg är eldrivna.

## Metrostation
I direkt anslutning till Københavns Hovedbanegård ligger en anslutande tunnelbanestation i Köpenhamns Metro, København H, som trafikeras av linje M3 och från 2020 även linje M4. Stationen har en tvärsgående underjordisk perrong vid Hovedbanegården.

## Framtidsplaner
Utbyggnad har enbart diskuterats och spekulerats omkring, bland annat med en ny "säckterminal" där Post Danmark nu har sin huvudterminal. Den nya järnvägen till Ringsted kommer i sig inte nödvändigtvis beröra stationen, men väl öka trycket ytterligare.

## Bildgalleri

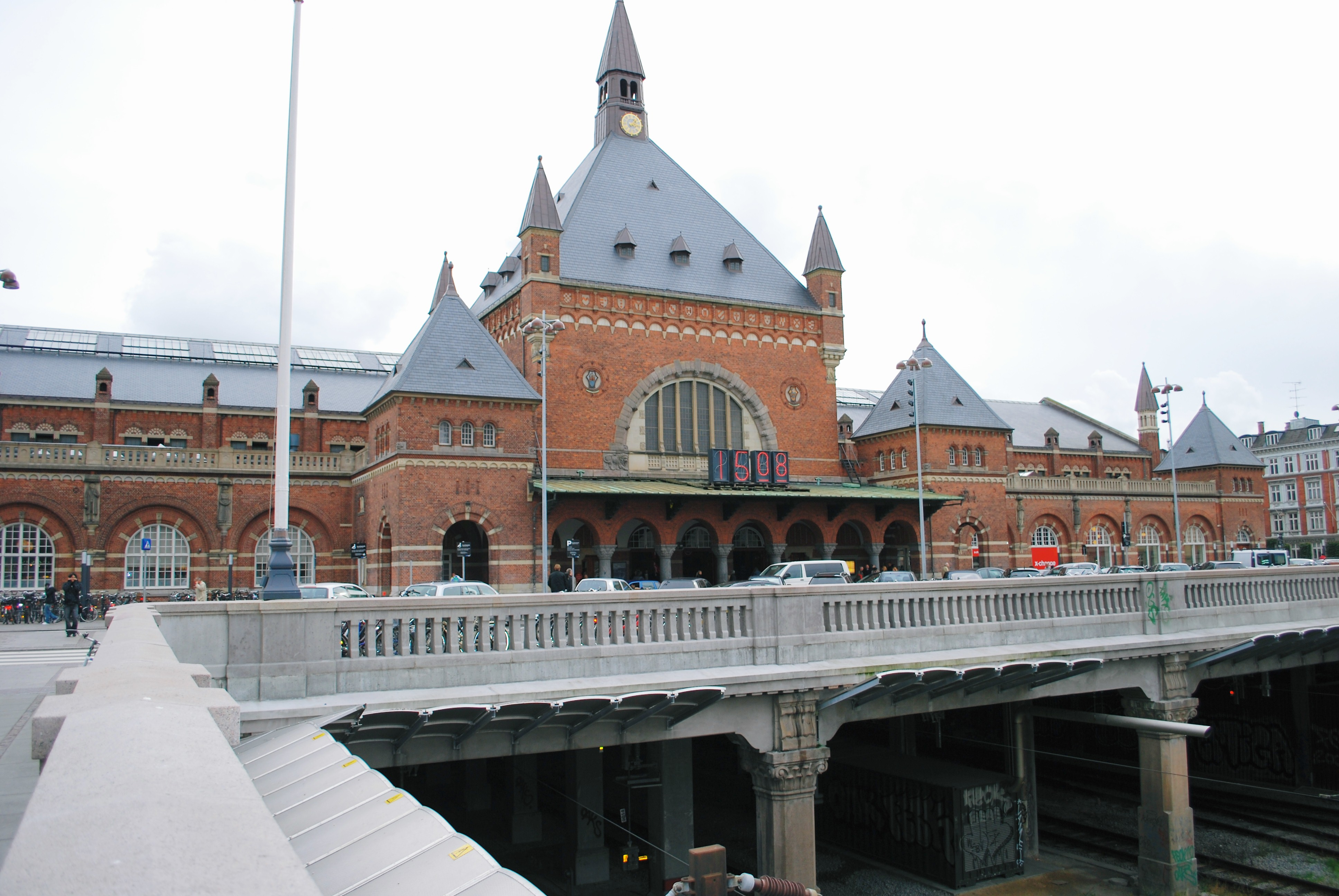
Huvudentrén till Hovedbanegården
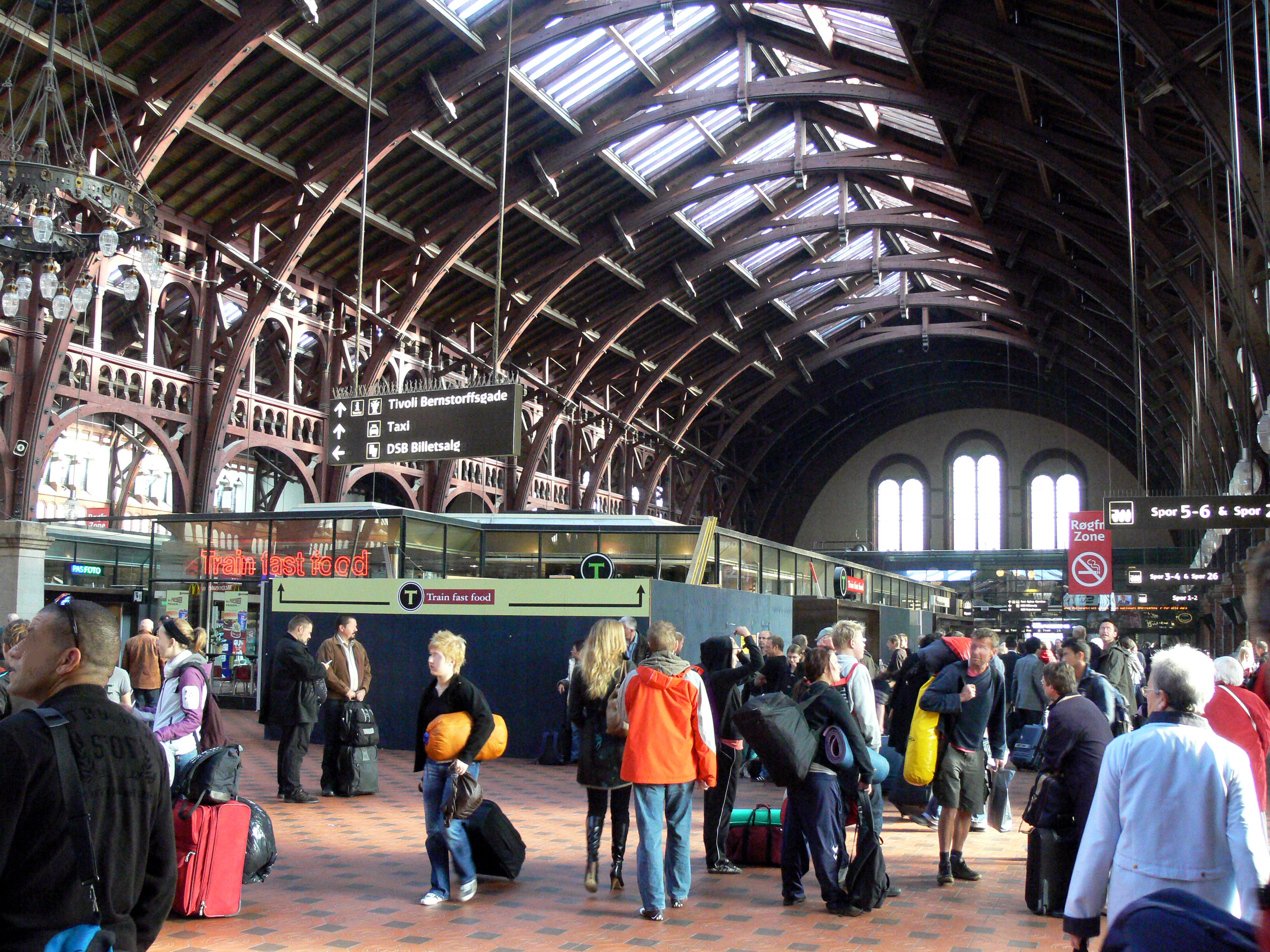
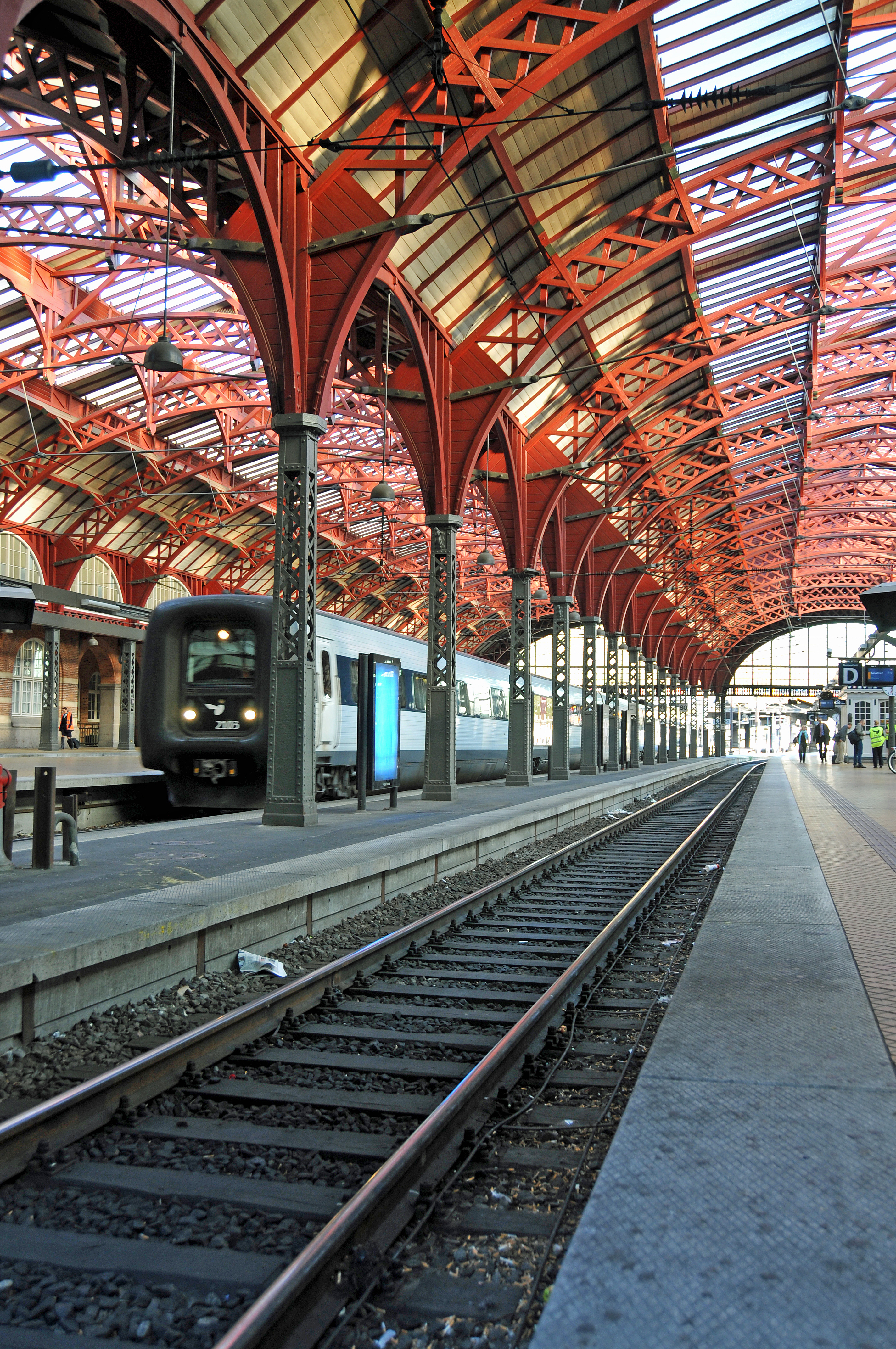
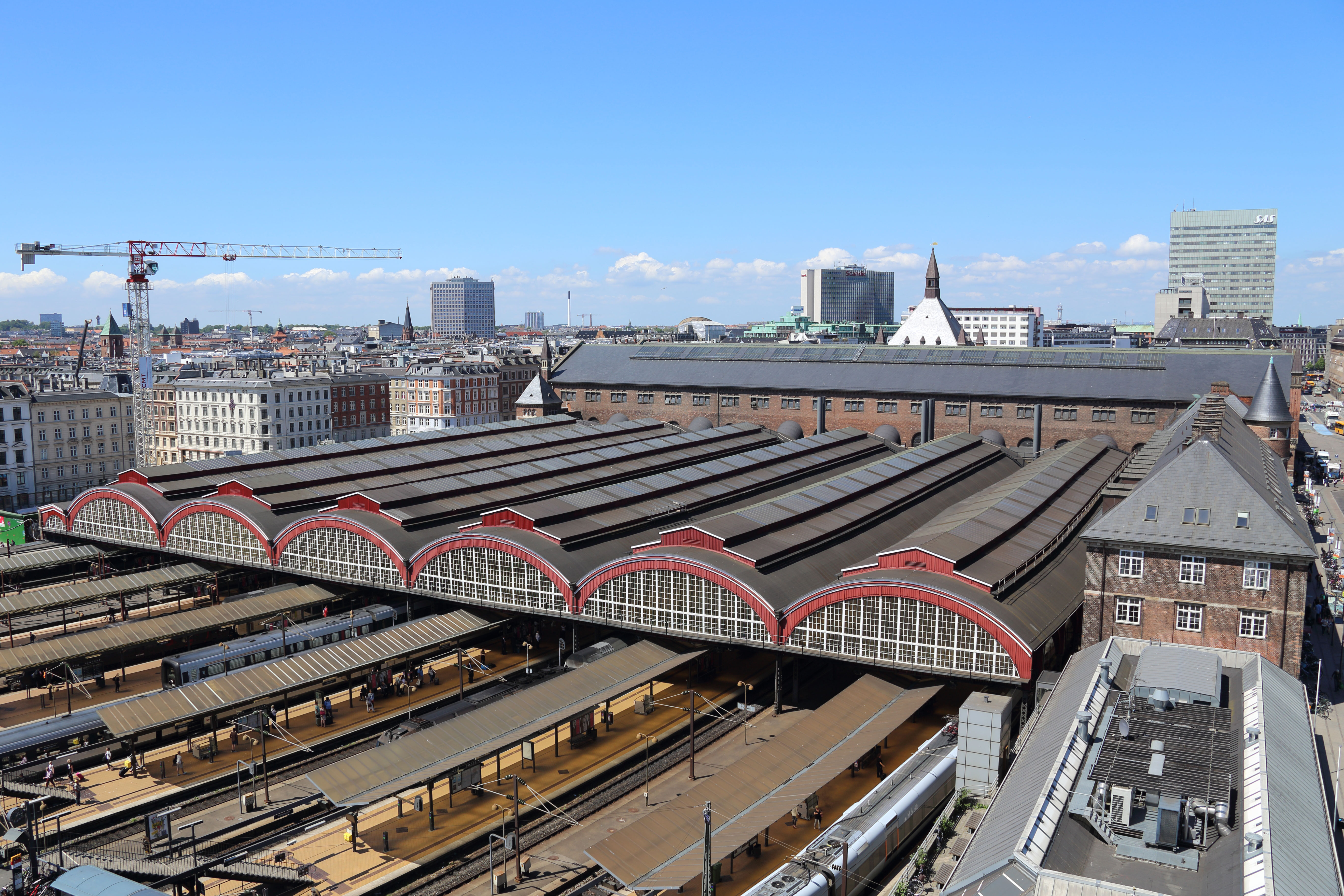
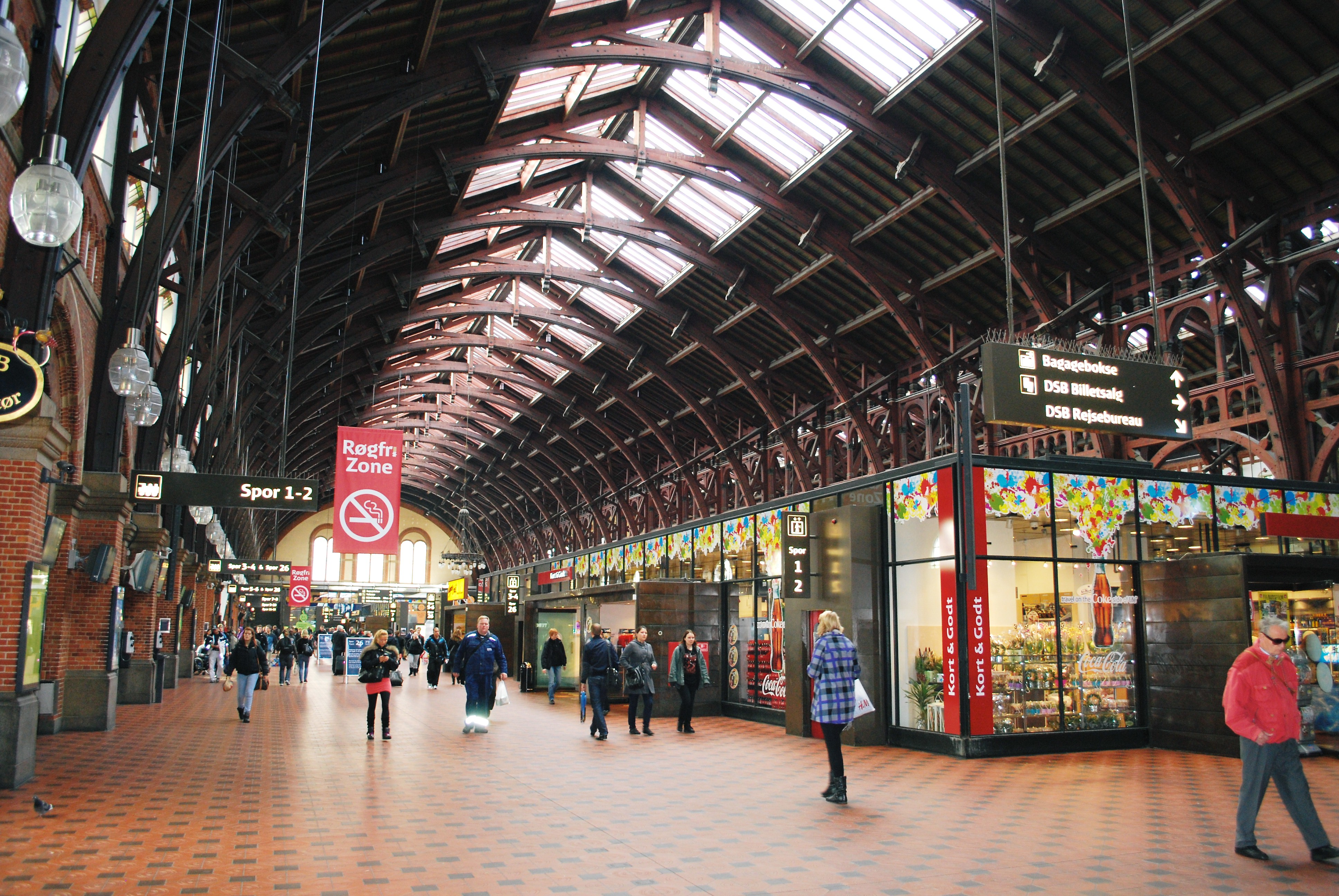
Stora hallen
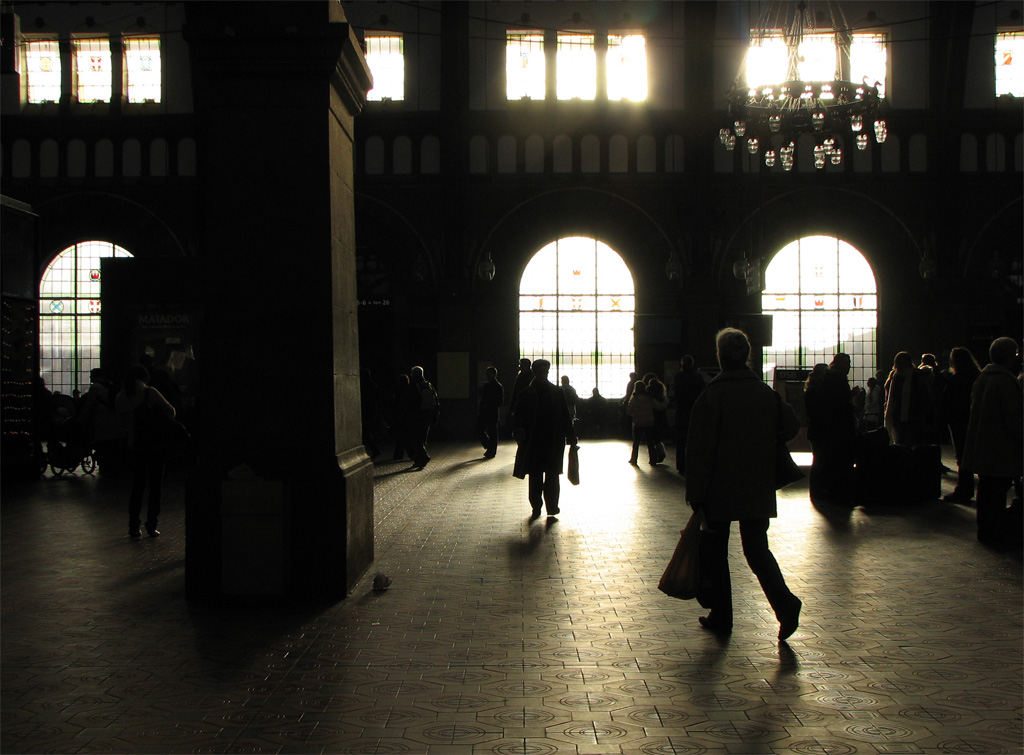
Interiör
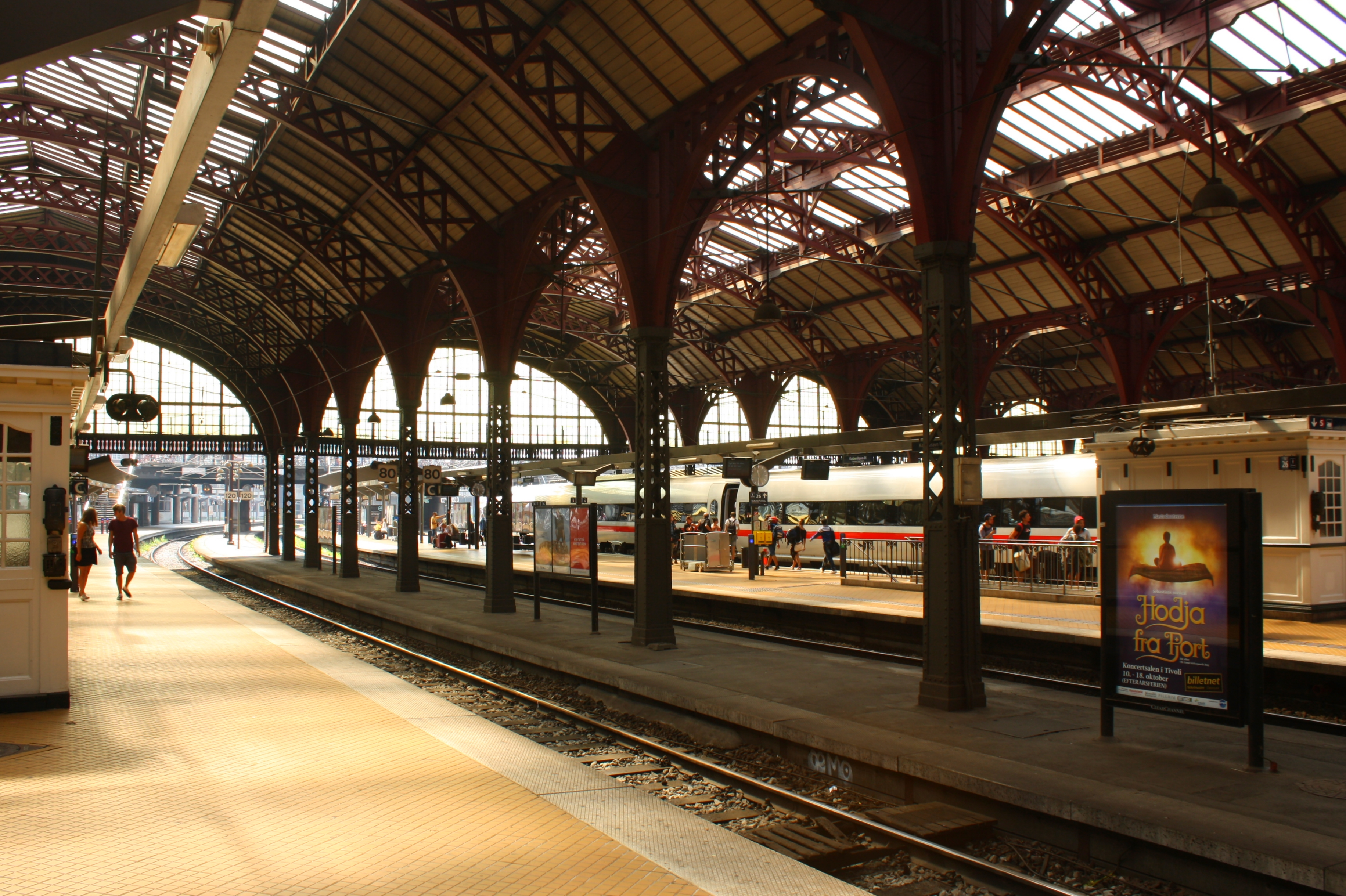
Spårområdet